# Operación Weserübung
La Operación Weserübung fue el nombre clave para el asalto alemán sobre las neutrales Dinamarca y Noruega durante la Segunda Guerra Mundial. Dicho ataque disparó la Campaña de Noruega, que sería ganada por los alemanes. El nombre de la operación significa "Ejercicio en el Weser", siendo este un río alemán.
A las 4:15 de la madrugada hora local, la "hora Weser", del 9 de abril de 1940, el "día Weser", Alemania invadió Dinamarca y Noruega, supuestamente para protegerlas de un posible ataque de Francia y Reino Unido.

## Antecedentes
En la primavera de 1939, los Aliados empezaron a considerar a Escandinavia como un eventual teatro de operaciones, sin embargo la creencia de que la Segunda Guerra sería como la Primera los desanimó en la intención de abrir ellos el frente en Escandinavia primero. Dándose cuenta de que la industria bélica de Alemania dependía en gran manera del mineral de hierro originario de Suecia, decidieron establecer un bloqueo naval, que indirectamente debilitaría a Alemania. Gran parte del producto de las minas de hierro suecas era embarcado desde el puerto noruego de Narvik en la costa septentrional del Mar del Norte, por lo que siempre se consideró a este puerto como punto fundamental para lograr un bloqueo exitoso.
En octubre de 1939 el jefe de la Kriegsmarine (Marina de Guerra) alemana, almirante Erich Raeder, discutió con Hitler la necesidad de apoderarse de las costas de Noruega antes que los británicos, además de abrir la posibilidad de establecer bases aéreas y marítimas para la futura batalla de Inglaterra. Pero en aquel momento las Wehrmacht (Fuerzas Armadas Alemanas) no estaban interesadas en fijar bases en Noruega, sino más bien en los Países Bajos.
Al mismo tiempo, el parlamentario británico Winston Churchill propuso en el Gabinete de Guerra Británico la idea de sembrar con minas las aguas frente a Noruega con la intención de que los barcos noruegos con hierro pasaran más cerca de la costa de Gran Bretaña, donde podrían ser interceptados fácilmente. Sin embargo, el entonces primer ministro Neville Chamberlain rechazó la propuesta, porque crearía incidentes con los entonces neutrales Estados Unidos, además que la aún neutral Noruega protestaría por tal medida. Al comenzar la guerra de Invierno entre Finlandia y la URSS en diciembre de 1939, el panorama geopolítico del norte de Europa cambió completamente y Churchill presentó su propuesta de nuevo a Chamberlain, obteniendo el mismo resultado.
Al extenderse la guerra de Invierno, Gran Bretaña decidió enviar ayuda bélica a Finlandia: se proyectó desembarcar tropas británicas en Narvik, y de allí cruzar convenientemente el distrito minero del norte de Suecia hasta llegar a Finlandia. Sin embargo la negativa de Noruega y Suecia a apoyar la propuesta retrasó el plan. Este plan se canceló finalmente cuando Finlandia firmó el tratado de Moscú accediendo a las demandas de la Unión Soviética el 15 de marzo de 1940, con lo cual la guerra de Invierno acabó.

## Planificación
Estos intentos aliados sobre el papel de ocupar Noruega y Suecia no pasaron inadvertidos a Hitler, que llegó a la conclusión de que Noruega sería finalmente invadida por Gran Bretaña. De esta manera el 14 de diciembre de 1939 se empezó a preparar la invasión de Noruega bajo el nombre de Studie Nord e inicialmente solo contaba con una división.
Sin embargo entre el 14 y el 19 de enero la Kriegsmarine decidió que si se quería que el asalto fuera una completa sorpresa que acabara rápidamente con cualquier resistencia noruega y una intervención británica, se necesitaría utilizar todo un cuerpo de ejército, así como rápidos buques de guerra para transportar tropas, con la idea de capturar todos los objetivos simultáneamente. Estos eran:
- Oslo
- Bergen
- Finnmark
- Narvik
- Tromsø
- Trondheim
- Stavanger
- La captura de las casas reales de Noruega y Dinamarca, con el fin de forzar una rendición rápida.

El 27 de enero, el plan final fue redactado bajo el nombre de Operación Weserübung, que sería ejecutado por el XXI Grupo de Ejército, que incluía a la 3.ª División de Montaña y cuatro divisiones de infantería (163, 181, 196 y 69); ninguna de estas divisiones había participado en una batalla antes. En la primera ola de asalto, participarían tres divisiones, mientras que el resto lo haría en la segunda. Además tres compañías de paracaidistas se encargarían de tomar pistas de aterrizaje. Más tarde se decidió enviar también a la 2º División de Montaña.
En febrero, Hitler, dudando todavía acerca de la ocupación de Noruega, quedó finalmente convencido cuando ocurrió el Incidente del Altmark. En dicho incidente el destructor británico “HMS Cossack” abordó al barco de transporte alemán “Altmark”, con 300 prisioneros de guerra británicos, cuando surcaba las aguas neutrales de Noruega. Esta acción violaba las leyes internacionales sobre neutralidad al ser calificada de acto de guerra en territorio neutral, y las autoridades noruegas se escandalizaron cuando se enteraron de lo ocurrido. Desde entonces, Hitler nunca dudó en la decisión de ocupar Noruega.
El 21 de febrero, el mando de la operación pasó al general Nikolaus von Falkenhorst. Habiendo luchado en Finlandia en la Primera Guerra Mundial, Von Falkenhorst sabía de las singularidades de la guerra en el clima ártico. Sin embargo, Von Falkenhorst solo estaba encargado de las fuerzas terrestres, a pesar de los deseos de Hitler de unificar el mando.
El 1 de marzo, presionado por la Luftwaffe, Hitler ordenó que también se ocupara Dinamarca, ya que inicialmente se había planeado conseguir el control de sus aeródromos por medio de la diplomacia, pero el gobierno danés rechazó los pedidos alemanes alegando su neutralidad y el temor a represalias británicas. Para esta operación se formó el XXXI Cuerpo de Ejército, integrado por dos divisiones de infantería y una brigada motorizada. Al mismo tiempo el X Cuerpo Aéreo brindaría soporte desde el aire con unos mil aviones.
El 3 de abril las primeras naves alemanes destinadas para la invasión empezaron a zarpar, mientras que el 8 de abril los ingleses empezaron a colocar las primeras minas marítimas frente a las costas noruegas.

## Invasión de Dinamarca
El 9 de abril de 1940 Alemania invadió Dinamarca en las primeras horas de la mañana. Como era de esperarse, la resistencia ofrecida por los daneses fue muy débil debido a su inferioridad numérica y material ante las fuerzas germanas, al carecer prácticamente de blindados y artillería pesada, además de unas pocas decenas de aviones de guerra, que fueron prontamente dejados fuera de combate; las tropas alemanas cruzaron rápidamente Jutlandia superando las defensas danesas en la misma tarde del 9 de abril. En total solo murió un piloto alemán y menos de 20 defensores daneses.
Unos mil paracaidistas alemanes desembarcaron en la bahía de Copenhagueesa misma mañana y rodearon el palacio real danés, con órdenes de no entrar, ocurriendo tiroteos entre soldados alemanes y guardias daneses. En el interior del palacio, el rey Cristián X y su gabinete discutían la demanda alemana de rendirse, ya que de lo contrario Alemania bombardearía a la capital danesa. Para aumentar la presión, bombarderos alemanes llegaron a la capital y empezaron a dar vueltas sobre la misma. El gobierno danés aceptó rendirse para evitar muertes y daños inútiles, si bien antes solicitaron total independencia en el manejo de su política interna, permitiendo al parlamento seguir funcionando y permitiendo la libertad del rey. Así los judíos de Dinamarca pudieron permanecer en su país durante la ocupación nazi, hasta que poco a poco fueron trasladados a la neutral Suecia hasta 1943. De esta manera solo 40 judíos daneses murieron durante la ocupación, estando la mayoría muy enfermos o viejos.

## Organización de la invasión de Noruega

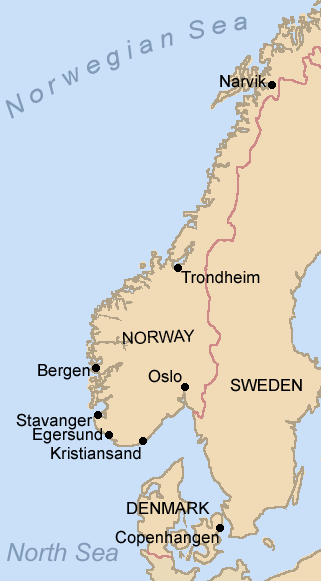
Mapa de Noruega con los objetivos de la Operación Weserübung.

Las unidades designadas a la invasión de Noruega
- 163.ª División de Infantería
- 69.ª División de Infantería
- 169.ª División de Infantería
- 181.ª División de Infantería
- 214.ª División de Infantería
- dos regimientos de la 163.ª División de Montaña

Al iniciarse la invasión de Dinamarca, seis grupos navales alemanes empezaron a transportar tropas a territorio noruego, estando distribuidos en los siguientes grupos:
1. (Narvik): Cruceros de Batalla Scharnhorst y Gneisenau cubriendo a 10 destructores con 2000 soldados bajo el mando del General Eduard Dietl.
2. (Trondheim): Crucero Pesado Admiral Hipper y cuatro destructores con 1700 hombres
3. (Bergen): Cruceros Köln y Königsberg, nave artillera de entrenamiento Bremse, barco de transporte Karl Peters, y 5 naves pequeñas con 1900 soldados.
4. (Kristiansand): Crucero Karlsruhe y 10 naves pequeñas con 1100 soldados.
5. (Oslo): Crucero Pesado Blücher, Acorazado de bolsillo Lützow, Crucero Ligero Emden, 3 torpederos, y 8 dragaminas con dos mil soldados.
6. (Egersund): 4 dragaminas con 150 soldados.

Al mismo tiempo, varios paracaidistas aterrizarían cerca de Oslo y Stavanger, tomando los aeródromos de la zona.

## Desarrollo de la Operación Weserübung en Noruega

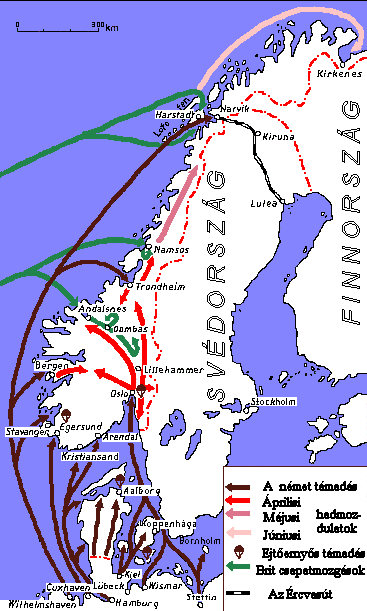
Mapa de Noruega con las rutas de la Operación Weserübung en rojo oscuro.

El 7 de abril, a las 07:15 horas, patrullas de la RAF detectaron al Grupo 1 y Grupo 2, todavía muy lejos de Noruega, sin embargo en aquel momento todavía no se habían integrado todos los grupos y por ende, cuando un grupo de bombarderos ingleses fue a atacar a los navíos alemanes y descubrieron que eran más de los que habían sido informados antes, no atacaron. Debido a que se había impuesto estricto silencio de radio, el incremento de la fuerza alemana no fue comunicado hasta las 17:30 horas.
Cuando el Almirantazgo británico se enteró de la presencia de la flota alemana, creyó que querían romper el bloqueo al Atlántico, y enviaron navíos a resguardar el trabajo de los barcos ingleses que estaban sembrando minas frente a Noruega. Cuando el submarino polaco Orzeł hundió al buque mercante alemán "Río de Janeiro" y descubrió que en su interior transportaba a soldados de infantería alemanes, se alarmó y lo comunicó a Inglaterra, que no tomó la información muy en cuenta. De igual forma, cuando algunos de estos soldados fueron capturados en las playas por guardias noruegos, los soldados dieron información falsa sobre su misión que calmó al ya de por sí tranquilo parlamento noruego.
Finalmente el Almirantazgo británico empezó a sospechar las verdaderas intenciones alemanas, pero para aquel entonces tanto el Grupo 1 como el Grupo 2 habían llegado a sus objetivos, Narvik y Trondheim respectivamente. Mientras tanto el Grupo 3 recibió fuertes ataques desde las fortificaciones costeras noruegas, aunque al final, con la ayuda de la Luftwaffe, la zona fue rendida. El Grupo 4, en Kristiansand, fue aún más castigado, resultando seriamente dañado el crucero Karlsruhe, sin embargo el pueblo fue tomado a las 11:00. El Grupo 5 fue el que más fuego recibió, siendo hundido el Blücher, junto con la mayoría del personal destinado a la administración de Noruega. El crucero Lützow también fue dañado y tuvo que retirarse a solo 12 millas de donde debía desembarcar a las tropas. Dicha demora retrasó a su vez a la fuerza invasora de Oslo durante más de 24 horas. Sin embargo, Oslo fue tomada de todas maneras, no por la fuerza destinada originalmente, sino por los paracaidistas que tomaron rápidamente el aeródromo de Fornebu, cerca de Oslo, y que luego se dirigieron a la capital noruega, que fue declarada ciudad abierta antes de que éstos llegaran. El Grupo 6 no encontró oposición seria y tomó rápidamente Stavanger. Al sur de esta zona, las tropas alemanas construyeron distintas fortificaciones defensivas, como los dientes de Hitler, al estar más cerca del Reino Unido y por ende, para evitar una invasión de la zona ocupada por parte de los aliados.

## Respuesta aliada
Finalmente los británicos se enteraron de que Trondheim, Bergen, Stavanger y Oslo habían sido tomados, por lo que llamaron de vuelta a la flota que estaba en la zona y decidieron enviar en su lugar al portaaviones HMS Furious. Debido a la ineficacia de los navíos en el sur de Noruega, los británicos decidieron dejar esa zona a los submarinos y a la RAF, mientras que la fuerza naval se enfocaría hacia el norte.

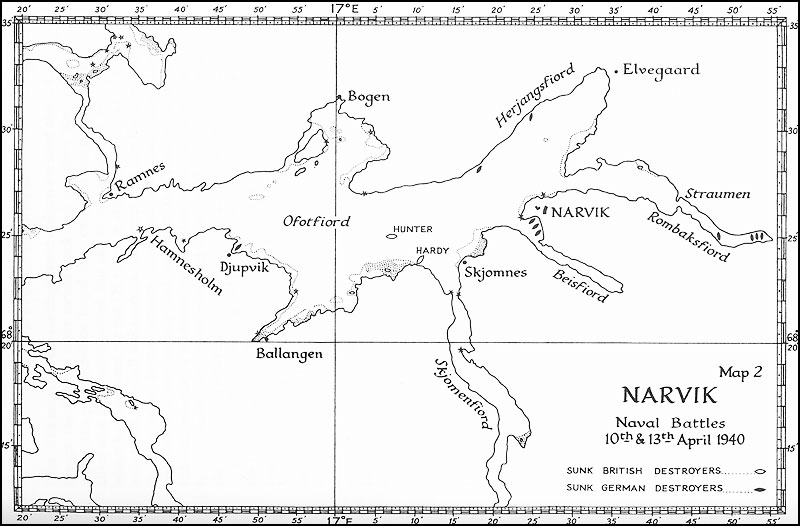
Mapa de Narvik marcando los sitios de hundimiento en las dos batallas.

El 10 de abril, el Almirantazgo británico se enteró de la captura de Narvik, pero fue mal informado de que solo un destructor defendía la zona, cuando en realidad eran diez destructores los que se encontraban en la bahía y los dos cruceros de batalla Gneisenau y Scharnhorst, que se encontraban mar adentro frente a Narvik, ya que ya habían cumplido su objetivo de resguardar a las tropas. Sin conocer la verdadera situación, fueron enviados 5 destructores que, gracias a la espesa neblina, pudieron entrar hasta la costa de Narvik sin ser detectados y, gracias a la sorpresa, pudieron hundir 2 destructores alemanes y varios barcos más pequeños. En la llamada Primera Batalla de Narvik, el comandante alemán, el comodoro Friedrich Bonte murió al hundirse el destructor donde estaba. Al intentar huir de la bahía, la flotilla inglesa fue rodeada por los destructores alemanes restantes, al mando del capitán de fragata Erich Bey, hundiendo dos destructores ingleses, muriendo el comandante británico, el capitán Bernard Warburton-Lee. A duras penas, los tres destructores ingleses restantes lograron escapar, ya que los navíos alemanes tenían bajas reservas de combustible y no pudieron seguirlos.
Entre el 9 y el 10 de abril, los navíos Königsberg y Karlsruhe también fueron hundidos. Un ataque contra el Admiral Hipper en Trondheim fracasó, porque el barco alemán había escapado un poco antes de la llegada de la flota inglesa. Cuando se hizo evidente que la flota alemana había escapado de Noruega, el Almirantazgo británico, se enfocó en Narvik de nuevo.
La flota británica, consistía en 9 destructores y un crucero de batalla, contra la flota alemana, que consistía en los 8 destructores restantes de la primera batalla de Narvik. La batalla naval fue luego bautizada como la Segunda Batalla de Narvik, y terminó con la destrucción de toda la flota alemana en la zona. Por su parte los ingleses perdieron un crucero. Sin embargo, el puerto permaneció en manos alemanas.
Mientras tanto, el gobierno noruego intentaba ganar tiempo, montando negociaciones con Alemania, que insistía en la aceptación del gobierno de Vidkun Quisling, que se había nombrado primer ministro el primer día de la invasión. Por su parte, el Comandante en Jefe de las tropas noruegas, mayor general Otto Ruge se dirigió con el grueso de sus tropas contra la guarnición alemana en Trondheim, intentando capturar un puerto para facilitar la llegada de la prometida ayuda extranjera.
Cuando los Aliados se dieron cuenta de que los grupos alemanes aún no habían hecho contacto entre sí, empezaron a buscar un posible sitio de desembarco. La opinión aliada estaba dividida, un bando deseaba intentar capturar Trondheim, y de esa forma hacer enlace con el ejército noruego, mientras que otro bando insistía en capturar Narvik y aprovechar la falta de apoyo naval en la región y lo aislado de la guarnición alemana. Finalmente, se decidió hacer ambos desembarcos.
Los sitios designados para el desembarco de las tropas que debían capturar Trondheim fueron Namsos y Åndalsnes, y las fechas en que se realizaron los desembarcos fueron el 17 y el 18 de abril respectivamente. En total se enviaron unos 12.000 hombres. Sin embargo, ya era demasiado tarde, los alemanes ya habían enviado refuerzos a Trondheim y las tropas noruegas estaban siendo barridas en aquellas fechas. Además la superioridad aérea alemana obligó a las tropas recién llegadas a retirarse. En la madrugada del 2 de mayo, las tropas de Åndalsnes reembarcaron y las tropas de Namsos hicieron lo mismo al día siguiente.
El desembarco de Narvik tuvo un éxito moderado, ya que la fuerza aliada de 25.000 hombres, conformada por británicos, franceses y polacos, logró expulsar a los 4000 defensores alemanes, al mando del general Eduard Dietl, siendo estos últimos perseguidos hasta la frontera con Suecia. Sin embargo, al iniciarse la invasión de Francia y los Países Bajos, las prioridades cambiaron y las tropas inglesas fueron evacuadas entre el 24 de mayo y el 8 de junio, en la llamada Operación Alphabet. El último día de la evacuación fue lanzada la Operación Juno por la Kriegsmarine, pero cuando descubrieron que los Aliados ya habían escapado, fue cancelada. Sin embargo ese mismo día, el portaaviones británico HMS Glorius fue hundido por el Gneisenau y el Scharnhorst.
De esta manera acabó la Operación Weserübung y Noruega se mantuvo en manos alemanas hasta al final de la Segunda Guerra Mundial.

## Resultados finales
La Operación Weserübung fue considerada un éxito. Noruega y Dinamarca fueron ocupadas con 3800 muertos y 1600 heridos alemanes, y se perdieron 100 aviones, menos del 10 % de los utilizados. Sin embargo, desde el punto de vista de la armada alemana, la operación no fue tan barata. Se perdieron 3 cruceros, 10 destructores y 6 submarinos, una cantidad baja para la armada británica, pero considerable para Alemania. Además, muchos barcos mercantes noruegos huyeron a Inglaterra, por lo que se puede considerar que las pérdidas navales británicas fueron compensadas. De esta manera la Kriegsmarine se encontró debilitada en los meses en los que se desarrolló la Batalla de Inglaterra, influyendo en la decisión de Hitler de suspender la Operación León Marino, que significaba la invasión de Inglaterra.
Al final, los esfuerzos aliados solamente obtuvieron resultados en Narvik, ya que los envíos de mineral fueron suspendidos durante seis meses, si bien los planes aliados pensaban suspenderlos al menos durante un año.
Aunque la ocupación de Noruega fue útil en sus inicios, al revertirse el curso de la guerra contra las fuerzas del Eje resultó contraproducente, ya que la permanencia de hasta 400.000 soldados (en 1944) en Noruega restó fuerzas a Alemania que eran requeridas con urgencia en el Frente Oriental o en la Batalla de Normandía.